# Karl Hermann Roehricht
Karl Hermann Roehricht (* 12. Oktober 1928 in Leipzig; † 27. Dezember 2015 in Berlin-Spandau) war ein deutscher Schriftsteller und Maler.

## Leben und Werk
Karl Hermann Roehricht, Sohn eines Konditors und einer Metallarbeiterin, geriet am Ende des Zweiten Weltkriegs, noch nicht einmal siebzehnjährig, in amerikanische Kriegsgefangenschaft. Nach der Entlassung aus dem Gefangenenlager Marburg an der Lahn im Juni 1945 setzte er seine vor dem Krieg begonnene Ausbildung bei einer Versicherung in Leipzig fort. Nach bestandener Kaufmannsgehilfenprüfung im März 1946 wurde er arbeitslos und war anschließend bis 1950 als Bauhilfsarbeiter tätig. Roehricht wurde 1946 Mitglied der Freien Deutschen Jugend und im März 1947 Sekretär der FDJ-Kreisleitung Leipzig, wo er die späteren DDR-Funktionäre Manfred Gerlach, Konrad Naumann und Horst Schumann kennenlernte. Ab Januar 1948 war er als Puppengestalter und Marionettenspieler an Leipzigs Marionettenbühne, einer „Spielgemeinschaft“ der FDJ, die vor allem im Grassi Museum auftrat, beschäftigt. 1950 arbeitete Roehricht als Gebrauchswerber bei den Dekorationswerkstätten der Konsumgenossenschaft Leipzig.
Von 1951 bis 1955 studierte Roehricht in West-Berlin bei Karl Hofer, 1956 als Meisterschüler bei Ernst Schumacher Malerei an der Kunstakademie Berlin-Charlottenburg und 1956/1957 an der Akademie der schönen Künste zu Palermo. Es folgten Studienreisen durch Italien, Frankreich und Spanien. Seine Frau, die Malerin Leonie, die er während des Studiums kennenlernte, heiratete er 1957.
1955 kam es an der Kunstakademie zu einer erbitterten Debatte zwischen Hofer und Will Grohmann um die Bewertung der gegenständlichen und abstrakten Kunst. Nachdrücklich wurde verkündet, die gegenständliche Malerei sei überlebt. Röhricht vertrat einen figurativen Realismus und war 1958 Mitbegründer der realistischen Westberliner Künstlergruppe Figura. Er fand in dieser Zeit jedoch kaum Beachtung. Eine von Horst Strempel geplante Ausstellung, an der sich Roehricht beteiligen sollte, kam nicht zustande. Roehricht sah in West-Berlin für sich keine Zukunft mehr und kehrte mit seiner Familie im Oktober 1960 nach Leipzig zurück.:28
Von 1962 bis 1977 lebte Roehricht als freiberuflicher Maler und Schriftsteller in Freienbrink bei Berlin, anschließend bei Groß Poserin und Berlin-Karow. Er war Mitglied des Verbands Bildender Künstler der DDR.
Wiederholt weigerte er sich, als inoffizieller Mitarbeiter für das Ministerium für Staatssicherheit zu arbeiten. Wegen seiner Kompromisslosigkeit geriet er zunehmend unter Druck und wurde in der Folgezeit bespitzelt und schikaniert. Die Fernsehfassung seiner Komödie Familie Birnchen wurde 1976 wegen angeblicher faschistischer Tendenzen verboten und erst 1982 im DDR-Fernsehen gesendet.
1974 bis 1976 war er mit mehreren Landschaftsbildern an der künstlerischen Ausgestaltung des Palasts der Republik beteiligt. 1979 erhielt er den Kunstpreis der DDR. Als sich jedoch „die Dinge im Haus bewegten, Briefe und Telegramme den Adressaten nicht erreichten, Bremsleitungen durchgeschnitten, Särge ins Haus geschickt und Malaufträge vereitelt wurden, Theaterzuschauer verschwanden und Freunde sich zurückzogen“, beantragte er 1984 die Entlassung seiner Familie aus der Staatsbürgerschaft der DDR und ging in die Bundesrepublik. Roehricht lebte anschließend in Burgkirchen an der Alz, seit 1998 in Berlin-Spandau.
In der DDR wurden ab 1972 12 Bücher sowie Texte für Theater, Hörfunk und Fernsehen von Roehricht veröffentlicht. Als Maler richtete er 19 Einzelausstellungen aus.

## Fotografische Darstellung Roehrichts
- Barbara Morgenstern: Karl Hermann Roehricht (1980; aus einer Serie von Aufnahmen)[3]

## Ehrungen (mutmaßlich unvollständig)
- 1955: Preis der Hochschule für Bildenden Künste
- 1955 und 1958; Preis der Freunde der bildenden Kunst e.V. (West-Berlin)
- 1956: Preis der Stresemann-Stiftung
- 1957: Förderpreis der Berliner Kunstausstellung (West-Berlin)
- 1976: Kunstpreis des Rates des Bezirks Frankfurt (Oder)
- Anerkennungspreis des Ministeriums für Kultur im Dramatiker-Wettbewerb

## Museen und öffentliche Sammlungen mit Werken Roehrichts (unvollständig)
- Dresden: Galerie Neue Meister[4]
- Dresden: Puppentheatersammlung[4]
- Erfurt: Angermuseums
- Frankfurt (Oder): Brandenburgisches Landesmuseum für moderne Kunst (vormals Museum Junge Kunst)
- Gera: Otto-Dix-Haus
- Schwerin: Staatliches Museum Schwerin
- Weimar: Staatliche Kunstsammlungen zu Weimar

## Werkbeispiele

### Bildende Kunst

#### Malerei
- Schwedter Winterlandschaft (1971, Mischtechnik)[5]
- Blick auf das Petrolchemische Kombinat Schwedt von Vierraden aus (1975, Öl, 120 × 120 cm; Auftrag für den Palast der Republik)[6]

#### Puppengestaltung
- Schupo aus Die Marsrakete (1948; Marionettenpuppe; Puppentheatersammlung)[7]
- Professor Integrasmus aus Die Marsrakete (1948; Marionettenpuppe; Puppentheatersammlung)[8]

#### Hörspiel
- Private Galerie, Regie: Günther Rücker, Rundfunk der DDR 1972

#### Theaterstücke
- Familie Birnchen. Berliner Alltagskomödie in 3 Akten. Henschelverlag, Berlin 1973.
- Meine Privatgalerie. Monologe. Henschelverlag, Berlin 1975.
- Friedas letzter Vormittag oder Der Tod einer Kleinbürgerin. Sächsische Tragigroteske Henschelverlag, Berlin 1975.

#### Lyrik und Prosa
- Puddelruß. Kinderbuchverlag, Berlin 1975.
- Jahrmarkt. Buchverlag der Morgen, Berlin 1976.
- Aus Weinlaub eine Krone. Balladen, Kantaten und Lieder. Eulenspiegel-Verlag, Berlin 1975.
- Feldblumen in Biedermeiervase. Geschichten. Buchverlag Der Morgen, Berlin 1977.
- Die unzufriedenen Wörter und andere Märchen. Rütten und Loening, Berlin 1980.
- Weinstock und Kletterrose. Eulenspiegel-Verlag, Berlin 1980.
- Grossstadtmittag. Roman. Buchverlag Der Morgen, Berlin 1980.
- Waldsommerjahre. Roman. Buchverlag Der Morgen, Berlin 1981.
- Die verlorenen Eltern. Leipzig 1936 – Bilder einer Kindheit aus der Zeit des Faschismus. Kinderbuchverlag, Berlin 1982.
- Erziehung eines Diebes. Geschichten. Buchverlag Der Morgen, Berlin 1983.
- Vorstadtkindheit. Roman. Fischer-Taschenbuch-Verlag, Frankfurt am Main 1983, ISBN 3-596-25756-5.
- Lebensverläufe – Innenansichten aus der DDR. Morgenbuch-Verlag, Berlin 1991, ISBN 3-371-00343-4.

## Aufführungen von Theaterstücken Roehrichts
- Monologe eines Malers, Deutsches Theater Berlin 1972
- Familie Birnchen, Maxim Gorki Theater Berlin 1973; Stadttheater Nordhausen 1979
- Rollenmonologe, u. a. Hans Otto Theater Potsdam 1974; Opernfoyer Leipzig 1979; Stadttheater Quedlinburg 1980; Kammertheater Rudolstadt 1982; Schauspielhaus Leipzig 1990
- Friedas letzter Vormittag oder der Tod einer Kleinbürgerin, Staatstheater Schwerin 1975; Dramatiktage der DDR Leipzig 1979
- Ich bin ein Mensch so zart und rauh, Volksbühne Berlin 1976

## Ausstellungen (unvollständig)

### Einzelausstellungen
- Staatliches Museum Schwerin 1971
- Angermuseum Erfurt 1973
- Kunsthalle Weimar 1973
- Werkschau. Burg Beeskow 2004
- Ich bin ein Mensch, so zart, so rauh – Bilder und Texte. Galerie Hotel Leipziger Hof 2004
- Stadtmuseum Schwedt 2009
- Städtisches Museum, Eisenhüttenstadt 2009

### Ausstellungsbeteiligungen

#### Teilnahme an zentralen und wichtigen regionalen Ausstellungen in der DDR
- 1962 bis 1978: Dresden, Fünfte Deutsche Kunstausstellung bis VIII. Kunstausstellung der DDR
- 1964, 1979, 1976 und 1979: Frankfurt/Oder, Bezirkskunstausstellungen
- 1971: Berlin, Altes Museum („Das Antlitz der Arbeiterklasse in der bildenden Kunst der DDR“)
- 1974: Weimar, Galerie im Schloss („Kunst für uns“)
- 1975: Schwerin, Staatliches Museum („Farbige Grafik in der DDR“)
- 1977: Leipzig, Messehaus am Markt („Kunst und Sport“)
- 1979: Berlin, Altes Museum („Jugend in der Kunst. Malerei - Grafik - Plastik der DDR “)
- 1981: Dresden, Ausstellungszentrum am Fučík-Platz („25 Jahre NVA“)

#### Teilnahme an Ausstellungen seit der Wiedervereinigung
- Unsere Freunde, die Maler. Schloss Rheinsberg 1995
- Die Ideale Ausstellung. ACC Galerie Weimar 2009
- LückenStücke.Palastkunst im Musterdorf. Mestlin 2009
- Kunst aus dem Palast der Republik. Bundesministerium der Finanzen Berlin 2012